# 슈퍼 스트리트 파이터 II
《슈퍼 스트리트 파이터 2》(Super Street Fighter II)는 캡콤이 1993년에 출시한 아케이드 대전 격투 게임이다. 스트리트 파이터 II: 더 월드 워리어의 3번째 개선판이다.

## 게임플레이
이긴 캐릭터가 패해서 얼굴 등을 다친 캐릭터에게 말을 한다. (이 때, 추가되는 캐릭터는 둘 중 하나의 말을 한다.) 상대 캐릭터가 얼굴 등을 다친 장면이 나오면 다음 단계로 넘어가고 (단, 12회 이기면 베가가 얼굴 등을 다친 장면이 나오지 않고 바로 엔딩으로 간다.) 자기 캐릭터가 얼굴 등을 다친 장면이 나오면 얼굴 등을 다쳐 아파하는 캐릭터의 오른쪽에 48개 (가로 6개×세로 8개)의 발광 다이오드로 영어음성으로 이어할 수 있는 시간 9초를 준다. (단, 0은 음성이 나오지 않는다.) 9초 이내에 이어하면 바탕 화면에 하양이 깜박인 후 얼굴 등을 다쳐 아파하는 캐릭터가 용기를 내고 이어하지 않는 사이에 9초가 경과하여 -1이 되면 바탕 화면에 빨강이 깜박인 후 얼굴 등을 다쳐 아파하는 캐릭터의 비명소리와 함께 얼굴 등을 다쳐 아파하는 캐릭터가 흑백으로 변하고 게임 오버가 된다. (고득점이 달성되었을 경우 얼굴 등을 다쳐 아파하는 캐릭터의 비명이 나온 뒤 일정 시간이 지나거나 그 일정 시간 내에 세글자 영어 이름을 지으면 게임 오버 배경음악이 나오며 달성하지 않을 경우 얼굴 등을 다쳐 아파하는 캐릭터의 비명과 동시에 게임 오버 배경음악이 나온다.)

## 평가
| 통합 점수    | 통합 점수                                         |
| 통합사       | 점수                                              |
| ------------ | ------------------------------------------------- |
| MobyRank     | 88% (SNES) 87% (Genesis)                          |
| NinRetro     | 93% (SNES) 91% (Mega Drive)                       |
| 평론 점수    |                                                   |
| 평론사       | 점수                                              |
| CVG          | 92% (Arcade) 90% (SNES) 88% (Mega Drive)          |
| EGM          | 28 / 40 (SNES) 27 / 40 (Genesis)                  |
| 패미츠       | 31 / 40 (Mega Drive) 90% (SNES)                   |
| 게임팬       | 268 / 300 (Genesis) 280 / 300 (SNES)              |
| 게임프로     | 4.5 / 5 (Arcade) 4.5 / 5 (SNES) 4.5 / 5 (Genesis) |
| 게임즈마스터 | 95% (SNES) 94% (Mega Drive)                       |
| 게임스팟     | 8.7 / 10 (SNES)                                   |
| IGN          | 8 / 10 (SNES)                                     |
| ONM          | 94% (SNES)                                        |
| Mega         | 94% (Mega Drive)                                  |
| Total!       | (SNES)                                            |
| Video Games  | 92% (SNES) 91% (Mega Drive)                       |

| 수상                 | 수상 |
| 평론사               | 수상 |
| -------------------- | --- |
| Gamest Awards (1993) | 3rd Best Game of 1993, 3rd Best Fighting Game, 3rd Best Graphics, 3rd Best VGM, 5th Best Character (Cammy) |
| Mega (1994)          | 2nd Best Game of All Time                                                                                  |